# 阿丁克拉符号 (物理学)

一个简单的阿丁克拉图，其与立方的-商群同构。（虚线已被除去）

在超引力和超对称理论相关的表达式中，阿丁克拉符号（Adinkra Symbol）作为一种图像符号来表示超对称算术。 数学上它们由色带有限互连的可二分正则简单图组成。 其名字则来自于阿散蒂人的书写符号阿丁克拉。

## 概览
一种表示超李代数的方式是先表示一个拥有{\displaystyle N} 个超对称生成的时间-空间维度里，就像是 {\displaystyle (1|N)}的超代数。在这种情况下，超对称生成的定义算术关系被简化为：
{\displaystyle \{Q_{I},Q_{J}\}=2i\delta _{IJ}\partial _{\tau }}.
此处 {\displaystyle \partial _{\tau }} 表示在单一空间-时间坐标上的偏微分。一个{\displaystyle (1|1)} 具现化的组合由一个玻色子场 {\displaystyle \phi }，一个费米子场{\displaystyle \psi }，和一个生成作用{\displaystyle Q}，其互相的影响则是：
{\displaystyle Q\phi =i\psi },
{\displaystyle Q\psi =\partial _{\tau }\phi }.
由于我们仅生成了一个超对称，所以计算简化为 {\displaystyle Q^{2}=i\partial _{\tau }}，被完美满足。